# Erich Ferstl
Pour les articles homonymes, voir Ferstl.
Erich Rudolf Ferstl, né le 4 mai 1934 à Munich (Allemagne), est un compositeur de musique de film allemand, initialement actif comme musicien de jazz.

## Biographie
Ferstl grandit dans une famille de musiciens et étudie le piano, le violon, la guitare et la composition. En tant qu'interprète et compositeur de films, il participe à de nombreuses productions. Il est devenu connu d'un public plus large en 1966 avec la musique de la série télévisée en 13 épisodes Ub 'Always Faithful if Possible.
Outre des compositions pour des productions cinématographiques et télévisuelles, il publie plusieurs disques avec une grande variété de musique et se produit à de nombreuses reprises. Il joue du jazz en duo avec Joe Viera et se produit au Festival de jazz allemand de Francfort en 1962 et 1964. En 1965, il fait une tournée au Moyen-Orient avec la chanteuse Elena Cardas.
Dans les années 1970, il écrit la partition de quatre films de Simmel et de plusieurs séries télévisées, dont la chanson thème de Der Bastian .
Le fils de Ferstl, Henrik Ferstl, est également musicien.

## Filmographie (sélection)
- 1962 : Hütet eure Töchter!
- 1966 : Üb' immer Treu nach Möglichkeit (série télévisée)
- 1967 : Der sanfte Lauf
- 1967 : Im Busch von Mexiko (série télévisée)
- 1967 : Wilder Reiter GmbH
- 1967 : Der Tod läuft hinterher (téléfilm)
- 1968 : Die goldene Pille
- 1968 : Mit Eichenlaub und Feigenblatt
- 1969 : Asche des Sieges
- 1969 : Die Konferenz der Tiere
- 1970 : Triadisches Ballett (reconstitution)
- 1970 : Heißer Sand
- 1971 : Et Jimmy alla vers l'arc-en-ciel  (Und Jimmy ging zum Regenbogen)
- 1971 : Liebe ist nur ein Wort
- 1972 : Der Bastian (série télévisée)
- 1972 : Alpha Alpha (série télévisée)
- 1972 : Augsburger Puppenkiste : Wir Schildbürger (série télévisée)
- 1972 : La Pluie noire (Und der Regen verwischt jede Spur)
- 1973 : Alle Menschen werden Brüder
- 1974 : Seul le vent connaît la réponse (Die Antwort kennt nur der Wind)
- 1975 : Autoverleih Pistulla
- 1976 : Le Souffle de la mort (Whispering Death – „Der flüsternde Tod“)
- 1976 : Mond Mond Mond (série télévisée)
- 1977 : Drei sind einer zuviel (série télévisée)
- 1978 : Ein Mann will nach oben (série télévisée)
- 1978 : Der Mann im Schilf
- 1978 : Tatort : ''Der Mann auf dem Hochsitz
- 1979 : Der Thronfolger – Die harten Jugendjahre von Friedrich dem Großen (apparition en caméo comme professeur de musique)
- 1979 : Nathan der Weise
- 1981 : Tatort : Usambaraveilchen
- 1982 : Randale
- 1982 : Tatort : Tod auf dem Rastplatz
- Der Kommissar (série télévisée, plusieurs épisodes)
- Derrick (deux épisodes)
- Der kleine Doktor (sept épisodes)

## Récompenses
- 1967 : Prix fédéral du cinéma pour la musique de Wilder Reiter GmbH

## Discographie
- Mélodies de films et de télévision d'Erich Ferstl, Colosseum CST 8090.2
- Guitarresque, INMUS B000ICMENG

## Livres
- Erich Ferstl ; Hans-Jürgen Winkler, Jazz für jedermann, Südwest Verl., München, 1961.
- Erich Ferstl, Die Schule des Jazz, Nymphenburger, München, 1963.